# شنگول (بز)
شنگول اولین بز تاگ‌سازی شده تراریخته حاوی ژن فاکتور ۹ انعقادی است که در صبح روز شنبه ۱۹ دی ۱۳۸۸ پژوهشکده رویان اصفهان متولد شد. این بزغاله‌های تراریخته شده، حامل ژن تولید پروتئین انسانی با ترکیبی جدید هستند که می‌تواند در درمان مبتلایان هموفیلی نوع «ب» مؤثر باشد.

## منبع
1. ↑  «بز تراریخته حاوی ژن داروی ضدسکته در ایران به دنیا آمد». وبگاه فارس نیوز. دریافت‌شده در ۲۹ می۲۰۱۰. تاریخ وارد شده در |تاریخ بازدید= را بررسی کنید (کمک)[پیوند مرده]
2. ↑  «شنگول و منگول، دو بزغاله تراریخته به دنیا آمدند». وبگاه خبرآنلاین. دریافت‌شده در ۲۹ می۲۰۱۰. تاریخ وارد شده در |تاریخ بازدید= را بررسی کنید (کمک)
3. ↑  «'شنگول' و 'منگول' حالشان خوب است». بی‌بی‌سی فارسی. ۳۰ ژانویه ۲۰۱۰. دریافت‌شده در ۱ سپتامبر ۲۰۱۰.